# Sibila de Cléveris (1512-1554)
Sibila de Cléveris (en alemán: Sibylle von Kleve; Düsseldorf, 17 de enero de 1512-Weimar, 21 de febrero de 1554) fue una electora consorte de Sajonia.

## Biografía
Era la hija mayor de Juan III de Cléveris, y hermana de Ana de Cléveris y Amalia de Cléveris. La madre de Sibila era María de Jülich-Berg (1491-1543).
En septiembre de 1526, Sibila se casó con el elector Juan Federico I de Sajonia. El matrimonio tuvo cuatro hijos:
- Juan Federico II (Torgau, 8 de enero de 1529-murió como prisionero en el Schloss Lamberg, en Steyr, Alta Austria, 19 de mayo de 1595).
- Juan Guillermo (Torgau, 11 de marzo de 1530-Weimar, 2 de marzo de 1573), duque de Sajonia-Weimar.
- Juan Ernesto (Weimar, 5 de enero de 1535-ibidem, 11 de enero de 1535).
- Juan Federico III (Torgau, 16 de enero de 1538-Jena, 31 de octubre de 1565), duque de Sajonia de 1554 a 1565.

Durante el sitio de Wittenberg, Sibila protegió la ciudad durante la ausencia de su marido. Para salvar a su esposa e hijos, y para salvar a Wittenberg de la destrucción, Juan Federico firmó la Capitulación de Wittenberg, y renunció al gobierno de su país en favor de Mauricio de Sajonia.